# Alcmeone centrotoides
Alcmeone centrotoides är en insektsart som beskrevs av Leon Fairmaire. Alcmeone centrotoides ingår i släktet Alcmeone och familjen hornstritar. Inga underarter finns listade i Catalogue of Life.